# Monassut-Audiracq
Monassut-Audiracq är en kommun i departementet Pyrénées-Atlantiques i regionen Nouvelle-Aquitaine i sydvästra Frankrike. Kommunen ligger i kantonen Lembeye som tillhör arrondissementet Pau. År 2022 hade Monassut-Audiracq 372 invånare.

## Befolkningsutveckling
Antalet invånare i kommunen Monassut-Audiracq
| Referens: INSEE |